# Тэйнинь
Тэйни́нь (вьет. Tây Ninh) — город провинциального подчинения в юго-западной части Вьетнама. Административный центр провинции Тэйнинь.

## История
Город известен как родина религиозного течения каодай.
C 1969 по 1975 был главным городом Коммунистов Южного Вьетнама.
С 12.12.2012 является городом провинциального подчинения 3 категории.

## География
Абсолютная высота — 19 метров над уровнем моря. Расположен примерно в 90 км к северо-западу от города Хошимин, недалеко от границы с Камбоджей.

## Население
По данным на 2013 год численность населения составляет 54 736 человек.
Динамика численности населения города по годам:
| 1989   | 2000   | 2013   |
| ------ | ------ | ------ |
| 32 881 | 43 000 | 54 736 |